# إسخار (محافظة خاركوف)
إسخار (أوكرانية Есхар، روسية Эсхар) هي بلدة مدنية في محافظة خاركوف في أوكرانيا، تأسست في 1927 حول محطة حرارية تم بناؤها وفق خطة كهربة روسيا.
يبلغ عدد سكانها حوالي 7,000 نسمة.

## أصل التسمية
هي اختصار لعبارة «محطة خاركوف الكهربائية» باللغة الروسية электрическая станция Харькова، حيث بنيت في تلك المنطقة في نهاية العشرينات أول محطة حرارية كبيرة تعمل على الفحم في محافظة خاركوف.

## أحداث هامة
مهرجان سنوي للمغنين المؤلفين.